# Casimir Folletête

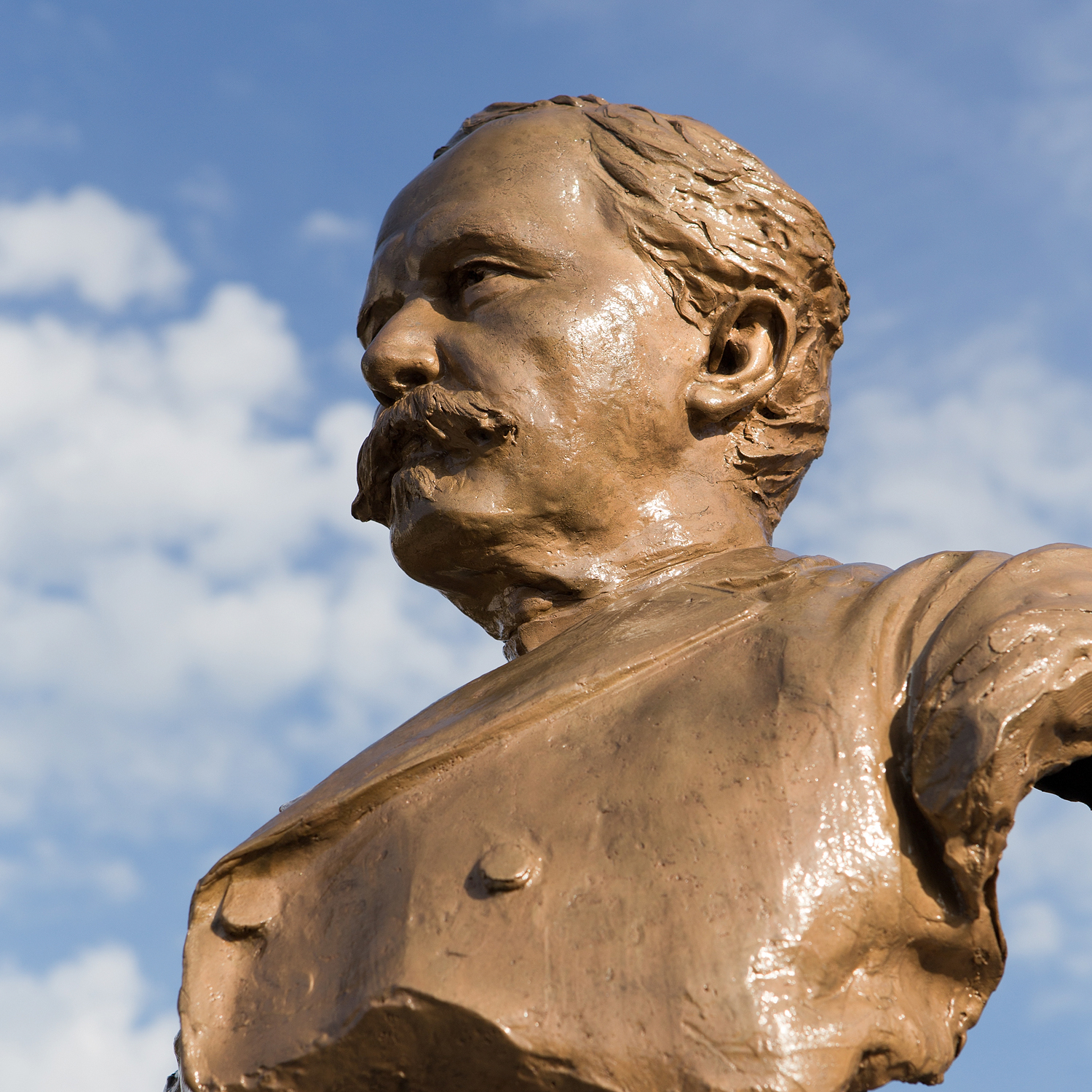
Denkmal in Le Noirmont (JU)

Casimir Folletête (* 17. September 1833 in Pruntrut; † 23. Dezember 1900 ebenda) war ein Schweizer Politiker (Katholisch-Konservative) und Journalist. Von 1895 bis zu seinem Tod gehörte er dem Nationalrat an.

## Biografie

Historische Aufnahme mit der Büste (vor 1947)

Folletête war Sohn eines Kaufmanns und Neffe des Politikers Xavier Elsässer. Nachdem er das Kollegium in Pruntrut absolviert hatte, studierte er Recht an den Universitäten München, Paris, Rom und Bern. 1857 erhielt er das Anwaltspatent und eröffnete eine Kanzlei in Pruntrut. Von 1863 bis 1869 war er als Redaktor bei der Gazette Jurassienne sowie als freier Mitarbeiter bei Le Pays und Union du Jura tätig. Ausserdem war er von 1891 bis 1898 Konservator des Archivs des ehemaligen Fürstbistums Basel. Folletête, ein Mitglied des Schweizerischen Studentenvereins, setzte sich während des Kulturkampfs für die Interessen der Katholiken im Berner Jura ein und stand an der Spitze der Protestbewegung gegen die Absetzung von Bischof Eugène Lachat. Darüber hinaus veröffentlichte er Forschungsarbeiten zur Geschichte des Berner Jura.
Folletêtes politische Karriere begann 1866 mit der Wahl in den Grossen Rat des Kantons Bern, dem er ununterbrochen bis 1900 angehörte. Ab 1863 kandidierte er mehrmals erfolglos bei den Nationalratswahlen. Dies war darauf zurückzuführen, dass die Katholisch-Konservativen im Wahlkreis Jura stets von Liberalen und Reformierten überstimmt wurden. Mit der Zweiteilung des Wahlkreises im Jahr 1890 verbesserten sich die Wahlchancen der Katholisch-Konservativen. Bei einer Nachwahl im Jahr 1895 wurde Folletête im achten Anlauf gewählt. Im Nationalrat, dem er bis zu seinem Tod angehörte, setzte er sich für die Vereinheitlichung des Zivilrechts und die Schaffung des Landesmuseums Zürich ein.

## Werke (Auswahl)
- Les origines du Jura bernois. 1re et seule partie, Décembre 1813 - 23 Août 1815. Recueil de pièces et documents relatifs à l'histoire de l'ancien Evêché de Bâle, au canton de Berne. Porrentruy 1888.
- La prévôté de Moutier-Grandval pendant la Révolution jusqu'à son annexion à la France, 1792-1797. Delémont 1892.
- Documents inédits sur l'histoire de la Révolution dans l'Evêché de Bâle (1793-1798). Rapports de l'émissaire bernois (Bischof) dans l'Evêché, publiés par Casimir Folletête. Porrentruy: Imprimerie du Jura 1898.